# Jules-André Peugeot
Jules-André Peugeot (Étupes, 11 giugno 1893 – Joncherey, 2 agosto 1914) è stato un militare francese, primo soldato francese a cadere nella prima guerra mondiale.

## Biografia
Allo scoppio della prima guerra mondiale le forze francesi, che non erano ancora in guerra contro nessuno, subirono numerosi sconfinamenti tedeschi atti, oltre allo scopo di provocazione, anche a saggiare le difese francesi.
In uno di questi scontri, che essendosi svolti prima della dichiarazione di guerra non erano ufficiali, una pattuglia tedesca composta dai soldati Fritz Hansen, Andreas Bergs e Nicolas Hausser, al comando del sottotenente Albert Mayer, sconfinò nella zona della Saar andando verso il versante francese di Saarbrucken e poi in territorio francese.
Qui, presso il villaggio di Joncherey,a pochi chilometri di distanza dal confine franco-prussiano, alloggiato presso un billet di proprietà di Louis Doucourt con i suoi soldati, vi era di guardia il caporale Peugeot. Il sottufficiale, informato da una sentinella dell'arrivo dei tedeschi - facilmente riconoscibili dall'elmetto a punta chiodato (Pickelhaube) - si diresse loro incontro ordinando che si fermassero e deponessero le armi in quanto erano in stato di arresto.  Il luogotenente Mayer non obbedì all'ordine ed intervenne immediatamente sparando alcuni colpi, uno dei quali colpì Peugeot ferendolo mortalmente; a questo punto la pattuglia francese rispose al fuoco colpendo Mayer prima allo stomaco e poi mortalmente alla testa. Il caporale Peugeot - ancora vivo -riuscì con l'aiuto dei suoi soldati a raggiungere l'alloggio che li ospitava dove spirò alle 10:37. 
Negli anni cinquanta presso il luogo della morte di Peugeot fu posto un monumento che lo ricorda come il primo dei 1.369.000 di soldati francesi caduti nella prima guerra mondiale.